# Уркмез, Варол
Варол Уркмез (1937, Адапазары — 29 января 2021) — бывший турецкий футболист, выступал на позиции вратаря. Большую часть карьеры провёл в клубе «Алтай Измир».
Помимо футбола, в 1960-х он снимался в кино. Основные фильмы: «Давайте жить без боя» (1963) и «Сугари Мисин Вай Вай» (1965) режиссёра Сырри Гюлтекина, «Аклин Дурур» (1965) режиссёра Кенан Парс и «Аттик Араси» (1965) режиссёра Вели Акбашлы. Также Варол Уркмез был любителем ночной жизни, среди его женщин были в том числе таких знаменитости, как Фатма Гирик.

## Футбольная карьера

### Клубная карьера

#### «Бешикташ»
Уркмез начал заниматься футболом в спортивном клубе «Селимие» в 1950 году. В 1952 году он перешёл в спортивный клуб «Султантепе». В 1953 году он попал на просмотр в «Бешикташ» и в итоге его взяли в команду. Свой первый сезон он провёл в молодежной команде «Бешикташа». Параллельно он учился в средней школе Фыстикагачи, а также интересовался другими видами спорта. Он начал играть в лиге Стамбула с сезона 1954/55. Он был вторым вратарём команды после основного Бюлента Гюрбюза. В 17 лет он дебютировал за первую команду «Бешикташа».
В сезоне 1956/57 ему удалось стать основным голкипером «Бешикташа» в возрасте всего 19 лет. В том сезоне с «Бешикташем» он выиграл Кубок федерации. Он повторил этот успех в сезоне 1957/58.
Перед сезоном 1958/59, учитывая предстоящий дебют «Бешикташа» в Кубке европейских чемпионов, клуб пригласил нового вратаря Некми Мутлу. «Бешикташ» сыграл с мадридским «Реалом», который выиграл трофей в том сезоне. Варол Уркмез хорошо подготовился к поездке в Испанию и выступил в выездном матче. Тренер Леандро Ремондини хотел выставить Варола в ворота, несмотря на просьбу менеджеров. Варол очень эффектно отыграл против нападающих соперника Альфредо ди Стефано и Ференца Пушкаша. Он оставил ворота в неприкосновенности в первом тайме, но во втором не спас команду от двух забитых мячей. После второго гола он получил травму и был вынужден покинуть поле. Хотя после матча Уркмез договорился с «Реалом» о переходе, этот трансфер не состоялся по семейным обстоятельствам вратаря. Газета Milliyet признала Варола Уркмеза лучшим спортсменом 1958 года.
В 1959 году он выступал за «Бешикташ» в первом профессиональном сезоне, однако проблемы в его личной жизни отразились на его игре, и он уступил место в воротах Некми Мутлу. Будучи вторым вратарём команды в сезоне 1959/60, Варол выиграл чемпионат, не сыграв ни в одном матче первенства.

#### «Алтай»
В 1960 году он перешёл в «Алтай». Он успешно защищал ворота команды восемь лет. В сезоне 1963/64 команда вышла в финал второго в истории розыгрыша кубка Турции. До финала Варол пропустил только один гол от своей бывшей команды «Бешикташ». В первом матче финала «Алтай» сыграл вничью с «Галатасараем» 0:0. Однако на второй матч «Алтай» не прибыл из-за проблем с футбольной федерацией, в итоге клубу присудили техническое поражение. В сезоне 1966/67 «Алтай» всё-таки завоевал кубок после безголевой ничьи с «Гёзтепе» по результатам жребия. Варол сыграл в пяти из шести матчей. В следующем сезоне клуб мог повторить успех, но на этот раз в финале проиграл «Фенербахче» с общим счётом 2:1.
В форме «Алтая» он снова выступил в еврокубках. В сезоне 1962/63 клуб встречался с итальянской «Ромой» в первом раунде Кубка ярмарок. «Рому» в то время тренировал Луис Карнилья, который уже был знаком с Варолом, будучи тренером «Реала». Варол не смог предотвратить поражение в Стамбуле со счётом 3:2. В ответном матче он пропустил десять голов в свои ворота, это было самое крупное поражение турецкой команды в еврокубках (1:10). В своём последнем сезоне за «Алтай» он защищал цвета клуба в Кубке обладателей кубков, где его команда встретилась со «Стандард Льеж». Алтай выбыл после поражения с общим счётом 2:3.

#### «Галатасарай»
В 1968 году Варол Уркмез перешёл в «Галатасарай». Во второй и третьей играх сезона его заменил молодой голкипер Нихат Акбай. Уркмез завоевал второй в карьере чемпионский титул, но сыграл в общей сложности четыре матча. С приходом в команду Ясина Озденака в сезоне 1969/70 он потерял место даже в резерве. В итоге он ушёл из команды. 17 мая 1970 года он сыграл единственный матч в сезоне, его команда с минимальным счётом обыграла «Алтай». И этот матч стал последним для Варола в высшей лиге.

#### Дальнейшая карьера
В 1970 году «Галатасарай» сдал Варола в аренду «Манисаспору». Несмотря на то, что Уркмез хорошо начал сезон, из-за проблем с законом ему пришлось приостановить карьеру. Спустя три года, в 1974 году, он начал играть в «Текелспоре», одной из команд Стамбульской региональной лиги. Он играл в предсезонных матчах со своей бывшей командой «Бешикташ», а также «Фенербахче». В матче «Текелспора» против команды ИЕТТ он пропустил гол от будущего президента Реджепа Тайипа Эрдогана, который в то время играл за клуб.
14 мая 1975 года состоялся прощальный матч Варола. В матче с «Алтаем» сыграли такие футболисты, как Джемиль Туран, Санлы Сарыалиоглу, Ясин Озденак, Гёкмен Озденак, Ведат Окьяр, Зия Шенгюль. Однако по настоянию тренерского штаба он решил вернуться в футбол в июле того же года. Он продолжал выступать до 40 лет.

### Карьера в сборной
Варол Уркмез представлял Турцию на юниорском турнире ФИФА 1954 года, который проходил в Германии. Сборная во главе с Уркмезом и Метином Октаем заняла четвёртое место. Уркмез пропустил четыре гола в пяти матчах. Также Уркмез сыграл один матч за вторую сборную.
18 декабря 1958 года Уркмез дебютировал за основную сборную в матче против Чехословакии. Турция выиграла с минимальным счётом. После этого матча Уркмез долгое время не вызывался в сборную, только в 1964 году он сыграл с Болгарией. Последние два матча были против Португалии и Чехословакии соответственно, в рамках отбора на чемпионат мира 1966 года. Уркмез пропустил пять и шесть мячей соответственно. После этих матчей он больше не вызывался в национальную сборную.

## Кинокарьера
В 1963 году, будучи игроком «Алтая», Уркмез получил приглашение Сырри Гюлтекин сыграть роль в фильме «Давайте жить без боя». Когда фильм принёс хороший доход, Уркмез решил продолжить съёмки в фильмах.
В 1965 году он сыграл в трёх фильмах. Свою последнюю роль в фильме «Ширибим Ширибом» он сыграл в 1975 году. За время своей кинокарьеры он сыграл с такими актёрами, как Мюнир Озкул и Ахмет Мекин.

## Личная жизнь
Варол женился в первый раз в 1957 году на Эмель Уркмез, от этого брака 1 июля 1958 года родилась дочь Сибель. После матча «Бешикташ» — «Алтай» он решил жениться на Сузан Авджи, однако их отношения не закончились браком. Всего у него было пять свадеб и 52 помолвки.
После сезона 1964/65 Уркмез был избит группой людей, якобы, за участие в договорных матчах. После этого случая он получил прозвище «Чикечи Варол» (слово «чикечи» в Турции на футбольном сленге означает «участник договорных матчей»), однако он никогда не признавал, что такой инцидент имел место. В 1967 году его наказали за то, что он ударил футболиста из команды-соперника. В 1969 году Уркмез стал фигурантом в деле о контрабанде, за что был заключён в тюрьму. Его задержание длилось около двух месяцев. В 1971 году он снова был пойман на преступлении, связанном с контрабандой автомобилей, и снова отбывал заключение.

## Смерть
В последние годы жизни Варол Юркмез лечился от рака, 29 января 2021 года он умер от внезапного сердечного приступа.